# Parahongshanornis
Parahongshanornis is een geslacht van uitgestorven vogels uit het Vroeg-Krijt van het huidige China, behorend tot de groep van de Ornithurae. De enige benoemde soort is Parahongshanornis chaoyangensis.

## Naamgeving en vondst
De typesoort Parahongshanornis chaoyangensis werd in 2011 benoemd en beschreven door Li Li, Wang Jingqi en Hou Shilin. De geslachtsnaam drukt uit dat de soort een verwant is van Hongshanornis. De soortaanduiding verwijst naar het district Chaoyang.
Het holotype PMOL-AB00161 is begin eenentwintigste eeuw bij Yuanjiawa gevonden in lagen van de Jiufotangformatie die dateren uit het middelste Aptien, ongeveer 120 miljoen jaar oud. Het bestaat uit een vrij compleet in verband liggend skelet waaraan echter de schedel ontbreekt. Resten van de weke delen zijn bewaard gebleven die het profiel van het lichaam laten zien en delen van het verenkleed.

## Beschrijving
Parahongshanornis is een kleine vogel, ongeveer ter grootte van een mus en met een dijbeenlengte van vierentwintig millimeter. De romp is zo'n vijf centimeter lang. 
De beschrijvers wisten enkele onderscheidende kenmerken vast te stellen. Het vorkbeen is aan de uiteinden toegeknepen en heeft een diepe groeve op het samengroeiingsvlak van de takken. Het ravenbeksbeen is slank met een lengte-breedteverhouding van ongeveer 2,3. Het borstbeen heeft een wigvormige voorkant waarvan de zijden articuleren met de verbrede onderuiteinden van de ravenbeksbeenderen. Het borstbeen heeft een kiel over de volle lengte. Tussen het zijblad van het borstbeen en het xifoïde, het naar achteren uitstekende middenuitsteeksel, bevinden zich twee inkepingen in de achterrand zodat twee lange uitsteeksels gevormd worden. Het tweede en derde middenhandsbeen zijn ongeveer even lang. De tweede vinger heeft een kort en robuust eerste kootje; het tweede kootje is lang en slank. Het dijbeen is kort en het scheenbeen vrij lang; het kuitbeen heeft ongeveer de helft van de lengte van het scheenbeen. Het sterk naar achteren gerichte schaambeen heeft aan het uiteinde een duidelijke verbreding, de processus lateralis ossis pubis.
Er zijn vermoedelijk acht halswervels. Het aantal ruggenwervels en sacrale wervels kan niet worden vastgesteld omdat dit deel van de wervelkolom in het fossiel geheel wordt bedekt door het borstbeen en het bekken. Processus uncinati aan de ribben ontbreken; die waren vermoedelijk niet verbeend, een teken dat het om een jong exemplaar zou kunnen gaan. De lengte van het schouderblad is niet precies bekend maar bedroeg minstens tweemaal die van het ravenbeksbeen; het element is erg dun met een scherpe en dunne processus acromialis. Het opperarmbeen is met negenentwintig millimeter langer dan de onderarm waarin de ellepijp, zevenentwintig millimeter lang, niet sterk gebogen is. Het eerste middenhandsbeen is erg kort maar niet vergroeid met de pols zodat het in beginsel als een alula kan functioneren. Het tweede en derde middenhandsbeen zijn vergroeid, met elkaar en met de handwortel tot een carpometacarpus. De formule van de vingerkootjes is 2-3-1-0-0. Het zitbeen lijkt een kort spits blad te vormen. Het schaambeen is dun en vierentwintig millimeter lang. Het onderbeen is achtendertig millimeter lang; de middenvoet iets korter dan het dijbeen. De middenvoetsbeenderen zijn over de volle lengte vergroeid tot een tarsometatarsus. Het eerste middenvoetsbeen is hoog aan de schacht van het tweede gehecht zoals bij vogels die de bodem bewonen; overeenkomstig zijn de teenklauwen niet erg gekromd. De tenen zijn vrij lang maar ook slank.
De veerresten bestaan uit de contourveren. Ze laten een dunne schacht zien met dunne baarden.

## Fylogenie
Prohongshanornis is door de beschrijvers in de Hongshanornithidae geplaatst, voornamelijk wegens twee kenmerken: de voorpoot-achterpoot-verhouding is kort; het vorkbeen is U-vormig en erg dun. Een exacte kladistische analyse is niet uitgevoerd. Het is dan de jongste bekende hongshanornithide.